# Ericsson Components
Ericsson Components AB var ett företag som tillverkade elektroniska komponenter. Det bildades ur cirka fyra femtedelar av RIFA AB år 1988 då kondensatortillverkningen inom RIFA AB avyttrades till Finvest Oy. Finvest fick då även tillgång till varumärket RIFA, och Ericsson fick finna ett nytt namn till den egna komponenttillverkningsverksamheten. Vid starten år 1988 hade företaget 2160 anställda och företaget tillverkade då kraftelektronik, integrerade kretsar, kretskort, fiberoptik, linjekretsar och motståndsnät. Ganska snart fokuserades verksamheten på tillverkning av kraftförsörjning för telefonstationer.
Ericsson beskrev år 2000 Ericsson Components som "kärnverksamhet" av "stor strategisk betydelse" för företaget.
Den 1 februari 2000 bytte bolaget namn till Ericsson Microelectronics AB, och tillverkade bland annat bluetoothchipset åt Ericsson Technology Licensing och elektronik för mobilbasstationer åt Ericsson Radio Systems. Man sålde nu även komponenter till företag som Electrolux och Lego. Namnbytet skedde i samband med att viss kraftelektronik såldes till Emerson Electric i USA.
År 2001 drabbades bolaget som andra delar av Ericsson av telekomkrisen, och verksamhetsområdet där Ericsson Microelectronics ingick gick med 4,4 miljarder i förlust.
År 2002 såldes huvuddelen av företaget till Infineon för 2313 miljoner kronor, samtidigt som optoelektronikdelen såldes till Northlight Optronics AB. Efter detta upplöstes bolaget. Infineon tog över 1300 personer från Ericsson och flyttade snart all tillverkning av kisel och elektronik från Sverige. År 2007 lades även utvecklingsavdelningen i Kista ned.